# سناب شاف
سناب شاف مسلسل كوميدي سعودي، للمخرج عبد الخالق الغانم، ومن تأليف مجموعة من المؤلفين، وتمثيل يوسف الجراح وليلى السلمان وبشير الغنيم ونيرمين محسن وأمينة العلي سعيد قريش، وغيرهم.

## الممثلون
- يوسف الجراح
- بشير الغنيم
- سعيد قريش
- وجنات الرهبيني
- نرمين محسن
- ليلى السلمان
- عبد الرحمن الخطيب
- إبراهيم الحساوي
- سمير الناصر
- ريماس منصور
- هدى الخطيب (ممثلة إماراتية)
- مروة محمد
- عبد العزيز السكيرين
- فارس الخالدي
- عوض عبد الله
- أمينة العلي
- أميرة محمد
- شمعة محمد
- محمد المنصور (ممثل سعودي)
- مرزوق الغامدي
- شافي الحارثي
- أغادير السعيد
- أفنان فؤاد
- محمد الحجي
- عبدالله عسيري
- نواف الجابر
- علي الشهابي
- سعد المدهش
- عبد الله السناني
- حمد المزيني
- بدر اللحيد
- بندر الخضير
- سعد طلاس
- محمد طلق
- أحمد العبيد
- أمينة القفاص
- روان العامر
- نوف السعد
- عبد الله المعطش
- عبدالرحمن العنزي (ممثل سعودي)
- عادل الزهراني
- ناصر الربيعان
- علي الدويان
- محمد الغايب
- محمد الكنهل
- سلمان المقطيب